# Ляпунов, Василий Григорьевич
Василий Григорьевич Ляпунов — стольник и воевода во времена правления Михаила Фёдоровича.
Из дворянского рода Ляпуновы. Третий сын Григория Петровича Ляпунова (погиб в 1606 году). Имел братьев: Степана, погибшего под Михайловым, Якова погибшего под Зарайском и Фёдора, упомянутого в 1646 году головою у стольников, а также сестру вышедшей замуж за астраханского царевича Михаила Араслановича Кайбулина.

## Биография
В 1627-1629 годах в Боярской книге показан стряпчим с платьем.
В 1628 году второй воевода Передового полка в Михайлове.
В 1631 году вновь второй воевода Передового полка в Дедилово.
В 1635-1640 годах стольник.
В июне 1636 года послан от Государя с милостивым словом в  Можайск навстречу возвращающемуся русскому посольству из Речи Посполитой, возглавляемым бояриным и князем Алексеем Михайловичем Львовым и думным дворянином Степаном Матвеевичем Проестовым. В задачи посольства входил один из вопросов о возвращению в Россию тела царя Василия IV Ивановича Шуйского с братом, князем Дмитрием Ивановичем и его жены, дочери Малюты Скуратова — Екатерины Григорьевны.

## Семья
От брака с неизвестной имел детей:
- Ляпунов Григорий Васильевич — стольник (1658—1676)[1], в январе 1648 года на бракосочетании царя Алексея Михайловича с Марией Ильиничной Милославской нёс первым государев каравай.
- Ляпунов Александр Васильевич — стольник (1658—1686)[1], в апреле 1682 года пятым дневал и ночевал с бояриным Алексеем Петровичем Салтыковым в Архангельском соборе Московского кремля у гроба царя Фёдора Алексеевича.

## Критика
В Боярской книге упомянут ещё один Василий Григорьевич Ляпунов записанный в 1696 году  стольником и упомянутый под № 65 у П.В. Долгорукова в Российской родословной книге.